# Bloom (efeito)

Um exemplo de bloom em uma imagem gerada por computador (de Elephants Dream). A luz do fundo claro passa por cima de áreas mais escuras, como nas paredes e nos personagens.

Bloom (algumas vezes referido como bloom de luz, incandescência ou glow) é um efeito de computação gráfica usado em jogos eletrônicos, demos e high dynamic range rendering (HDR) para reproduzir uma simulação de um elemento nas imagens gravadas por câmeras da vida real. O efeito produz franjas (ou penas) de luz em volta de objetos de alto brilho em uma imagem, contribuindo com a ilusão de uma luz extremamente clara, afetando a câmera ou o olho que está capturando a cena. Ele se tornou muito comum em video games depois de um artigo publicado pelos autores de Tron 2.0 em 2004.

## Teoria

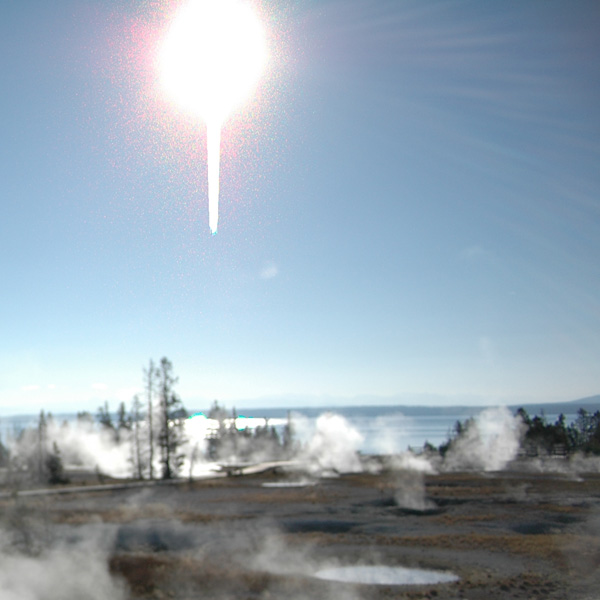
Um exemplo do que é o Bloom em Fotos

A base física do bloom é a de que, no mundo real, lentes fotográficas nunca conseguem um forco perfeito. Até uma lente de alta qualidade vai convolver a imagem com um Airy disk (o padrão produzido ao passar uma fonte de luz através de uma abertura circular). Sob circunstâncias gerais, essas imperfeições não são visíveis, mas uma forte fonte de luz pode fazer com que esses artefatos se tornem visíveis. Como resultado, a luz parece ir além de suas bordas naturais.